# 1267

## Události
- první písemná zmínka o Moravské Ostravě v závěti olomouckého biskupa Bruna
- první písemná zmínka o Rožnově pod Radhoštěm v listině svého zakladatele Bruna ze Šaumburku
- první písemná zmínka o Paskovu
- první písemná zmínka o Staré Vsi nad Ondřejnicí

## Narození
- 10. srpna – Jakub II. Aragonský, král sicilský, aragonský, valencijský a sardinský († 5. listopadu 1327)

## Úmrtí
- 23. září – Beatrix Provensálská, sicilská královna jako manželka Karla I. z Anjou (* 1231)
- 2. října – Markéta Babenberská (* asi 1204)
- 9. října – Ota III. Braniborský, markrabě braniborský (* 1215)
- 14. prosince – Kazimír I. Kujavský, kníže kujavský, velkopolský, sieradzský, lenčický a dobřiňský (* okolo 1211)
- ? – Anežka Brunšvická, bavorská vévodkyně a rýnská falckraběnka (* 1201)

## Hlava státu
- České království – Přemysl Otakar II.
- Svatá říše římská – Richard Cornwallský – Alfons X. Kastilský
- Papež –
- Anglické království – Jindřich III. Plantagenet
- Francouzské království – Ludvík IX.
- Polské knížectví – Boleslav V. Stydlivý
- Uherské království – Béla IV.
- Sicilské království – Manfréd Sicilský – Karel I. z Anjou
- Rakouské vévodství – Přemysl Otakar II.
- Portugalské království – Alfons III. Portugalský
- Byzantská říše – Michael VIII. Palaiologos
- Kastilské království – Alfons X. Kastilský
- Aragonské království – Jakub I. Aragonský